# Aterui
Aterui (アテルイ), (阿弖流爲), ? ─ 13. září 802) byl nejvýznamnějším náčelníkem jedné z nejmocnějších nezávislých skupin národa Emiši ─ Isawské konfederace neboli Isawa Emiši ─ v severním Japonsku. Emiši bylo starobylé etnikum, tedy národ, který obýval části ostrova Honšú, zejména pak severovýchodní oblast Tóhoku, jež bývá v soudobých pramenech nazývána rovněž Mičinoku. Japonci z říše Jamato považovali toto domorodé obyvatelstvo za barbary, přesněji za „chlupaté barbary“. 

## Životopis
Narodil se v Isawě v bývalé provincii Mucu, v místech, kde se dnes ve městě Óšú rozkládá čtvrť Mizusawa. O jeho životě nemáme až do roku 787, kdy došlo k bitvě na řece Koromo, žádné zprávy. Roku 786 jmenoval císař Kammu Kosamiho Kiho (722─797) novým Generálem pro dobývání Východu a nařídil mu porazit emišského vojevůdce Ateruiho. Kosami Ki rozdělil v červnu 787 svoji armádu na dvě části a poslal je z Koromogawy (provincie Mucu) po obou březích řeky Kitakami směrem na sever. Doufal, že se mu podaří překvapit Ateruiho v jeho bydlišti v Mizusawě. Jeho vojáci cestou zapalovali domy a úrodu místních obyvatel. Emišská jízda věrná své záškodnické taktice překvapila císařské vojsko, když se přihnala z kopců ležících na východě a napadla čtyřtisícovou japonskou armádu, která se u vesnice Sufuse pokoušela přebrodit řeku Kitakami. Přes 1000 pěšáků se utopilo v řece zatíženo svojí těžkou zbrojí. V září téhož roku se generál Ki vrátil do hlavního města Nagaoka-kjó, kde mu císař za jeho selhání vyčinil. 
Další tažení císařské armády, jež se uskutečnilo v roce 795, bylo rovněž neúspěšné. Až do roku 801 nebyl žádný z japonských generálů v boji proti Emiši úspěšný. Teprve v tomto roce mohl sei-i taišógun neboli vojevůdce, který bojuje proti východním barbarům, Tamuramaro ze Sakanoue (坂上 田村麻呂, 758─811), jenž z pověření císaře Kammua vytáhl v čele čtyřicetitisícové armády proti Emiši, aby si je podmanil, stanout 27. září před císařem a podat mu hlášení o úspěchu v tažení proti emišským rebelům. 
Ale vůdci Isawa Emiši, generálové Aterui a More, stále unikali zajetí. V roce 802 se sei-i taišógun Tamuramaro ze Sakanoue vrátil do Mičinoku a vybudoval v samém srdci území Isawy pevnost Isawa. Při svých útocích na emišské jednotky využíval jízdní lučištníky vycvičené podle emišského vzoru. Jeho tlak nakonec přiměl generály Ateruiho a Moreho, aby kapitulovali, takže 15. dubna mohl ohlásit nejvýznamnější úspěch tohoto tažení: „Generálové Aterui a More se vzdali s více než 500 bojovníky.“ Vítězný generál Tamuramaro ze Sakanoue dopravil oba vojevůdce 10. července do nového hlavního města říše Jamato Heian-kjó. Navzdory jeho prosbám byli oba emišští vůdci sťati v Morijamě v provincii Kawači. 
Poprava obou náčelníků byla významným mezníkem v historii podmaňování národa Emiši. Do té doby dodržovali Japonci zvyk deportovat zajaté ženy a děti do západního Japonska a poté lákali jejich válečnické manžely a otce, aby se připojili ke svým rodinám v jejich nových domovech. Zajatí bojovníci rovněž nebývali zabíjeni. Poprava náčelníků Ateruiho a Moreho byla během následujících asi sta let zřejmě příčinou zuřivého odporu kmenů Emiši vůči říši Jamato. Císařský dvůr rozhodl o jejich popravě zřejmě z obavy z Ateruiho vynikajících vojenských schopností. Náčelníkova hlava byla pohřbena ve svatyni Katano, jež mohla být spojena s jeho předky. Z úcty ke svému protivníkovi ji tam nechal pohřbít sei-i taišógun Tamuramaro ze Sakanoue. Šintoističtí kněží zde již po 1200 let konají na jeho oslavu každoročně soukromé obřady.
Pro mnoho Japonců byl Aterui dlouho takzvaným „pánem špatné cesty“ (japonsky 悪路王, Akuró), výraz aku však může znamenat i „divoký“ či „dravý“ nebo „silný“, nikoli jen „zlý“.